# Todeszone
Todeszone is een Duits boek van Thomas Sanders uit 2003. Het boek werd aangeprezen als realiteit, maar berust op fictie. Sanders, die beweerde deel uit te maken van een elite-eenheid van de Bundeswehr in de Koude Oorlog, is in feite een zekere Thomas B. uit Berlijn. Het boek werd een bestseller.

## Verhaal
Het fictieve verhaal draait om Elitekommando Ost, een groep van negen West-Duitse soldaten, wier doel het was om tijdens de Koude Oorlog sabotageopdrachten uit te voeren in Oost-Duitsland. Ze werden getraind door de Special Forces van het Amerikaanse en Duitse leger. 